# Difficile émergence vers la lumière
Difficile émergence vers la lumière (o "Difícil surgimiento hacia la luz") es una obra del artista haitiano Frankétienne.

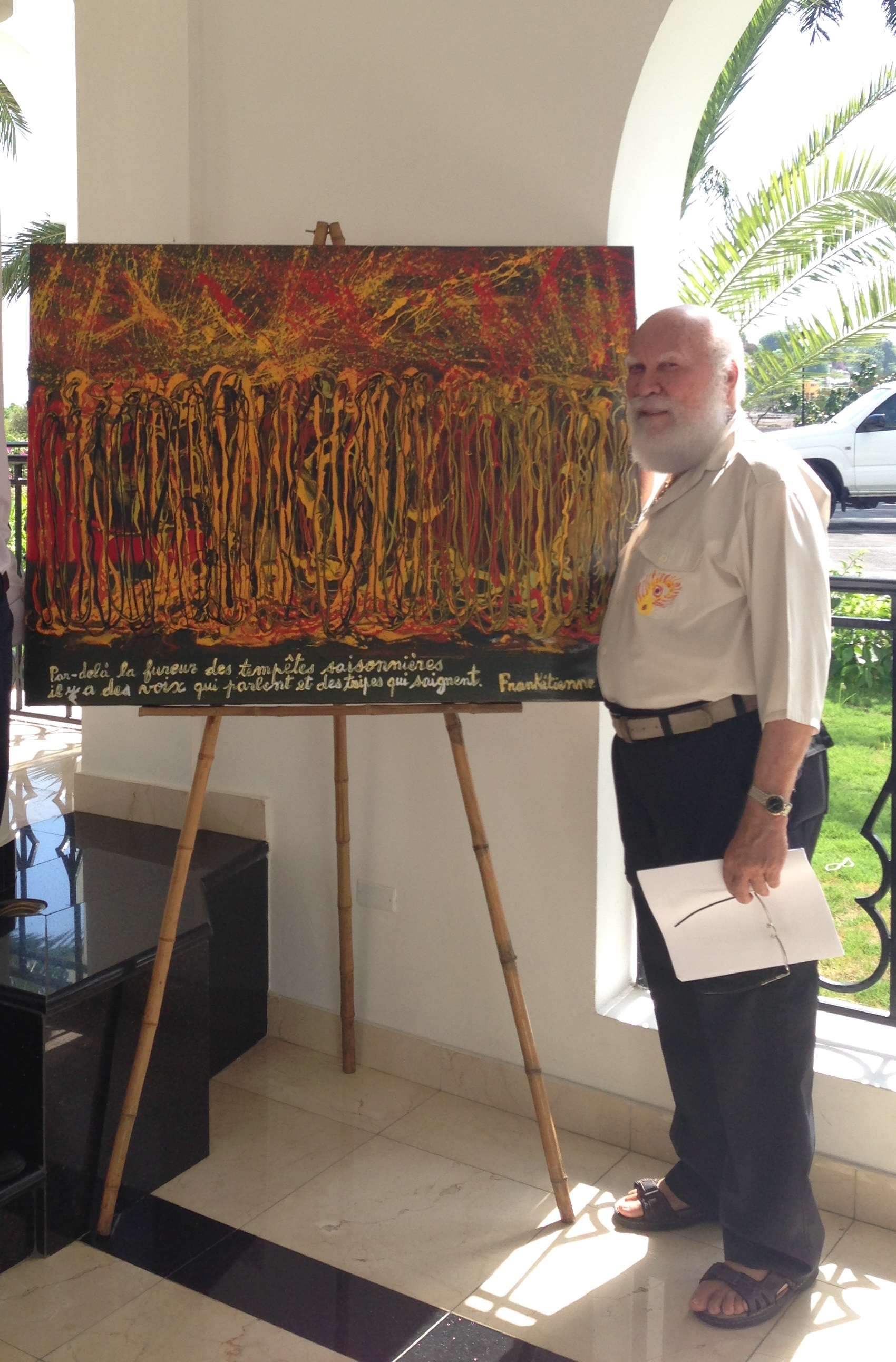
Óleo sobre lienzo del artista haitiano Frankétienne.

 Este óleo sobre lienzo fue pintado en 2011, y representa a las víctimas de los Huracanes que suelen azotar esta región, y su esfuerzo por alcanzar la luz.
La última vez que se expuso públicamente, fue durante la exposición "Pour la memoire et la lumière" ("Por la memoria y la luz") promovida por la fundación Ayiti Bel en el Hotel NH Haiti El Rancho, de Pétionville (Haití) entre el 11 y el 25 de abril de 2014. 
Posteriormente fue adquirida por un coleccionista privado.
El pie de la obra, junto a la firma del artista reza: "Par-delà la fureus des tempêtes saisonnières il y a des voix qui parlent et des tripes que saignent." traducido como "Más allá de la furia de las tormentas estacionales hay voces que hablan y tripas que sangran."